# Portuguesa Televisión
Portuguesa Televisión, más conocida como PortuTV, es un canal de televisión abierta venezolano con sede en Araure. Fue fundado por Julio Bustamante, Henry Ramos y varios empresarios locales del Estado Portuguesa.

## Eslóganes
- Desde 2006: Aquí te ves por tu TV

## Programación

### Programación
- Santa Misa (católico)
- SOS espiritual (cristiano)
- El vacilón de las 12
- Portugal en Venezuela
- La revista de la mañana
- El arte quien lo comparte
- Por tu coleo
- Zona retro
- El club de la alegría
- Revolucionando
- Efrén con las comunidades
- Caminos de revolución
- Reflexiones
- Sumando voluntades
- Audiencia pública
- Perfil empresarial
- Primero portuguesa
- A quema ropa
- Con José Ruiz
- Tu música
- El show del doble A
- Sport times
- Deporte PTV
- Portuguesa es noticias
- Hoy por hoy
- Operación lupa
- Tu opinión

## Locutor
- Gonzalo "Chile" Veloz (2006 - Actualmente)
- Ybrahin Saavedra (2006 - Actualmente)